# Georg Cantor
Georg Ferdinand Ludwig Philipp Cantor (/ˈkæntɔr/ KAN-tor; germană: [ˈɡeɔʁk ˈfɛʁdinant ˈluːtvɪç ˈfɪlɪp ˈkantɔʁ]; n. 3 martie 1845, Sankt Petersburg, Imperiul Rus – d. 6 ianuarie 1918, Halle (Saale), Imperiul German) a fost un matematician german. El a creat teoria mulțimilor, care a devenit o teorie fundamentală a matematicii. Cantor a stabilit importanța corespondențelor unu-la-unu între membrii a două mulțimi, a definit mulțimile infinite și pe cele bine ordonate, și a demonstrat că numerele reale sunt mult mai numeroase decât numere naturale. De fapt, metoda de demonstrație a acestei teoreme elaborate de Cantor implică existența unui „infinit de infinituri”. El a definit numerele cardinale și ordinale și aritmetica lor. Opera lui Cantor este de mare interes filosofic, fapt de care el era conștient.
Teoria lui Cantor a numerelor transfinite⁠(d) a fost inițial considerată a fi atât de contra-intuitivă – chiar șocantă – încât a întâmpinat rezistență⁠(d) din partea matematicienilor contemporani, cum ar fi Leopold Kronecker și Henri Poincaré și mai târziu din partea lui Hermann Weyl⁠(d) și L. E. J. Brouwer, în timp ce Ludwig Wittgenstein a ridicat obiecții filosofice⁠(d). Cantor, un luteran dedicat, credea că teoria i-a fost comunicată lui de către Dumnezeu. Unii teologi creștini (în special neo-scolastici⁠(d)) au privit opera lui Cantor ca o provocare la adresea unicității infinitului absolut din natura lui Dumnezeu – echivalând la un moment dat teoria numerele transfinite cu panteismul – idee pe care Cantor a respins-o cu tărie.
Obiecțiile față de opera lui Cantor au fost ocazional agresive: Henri Poincaré s-a referit la ideile lui ca la „o gravă boală” care infecta disciplina matematicii, și din opoziția publică și atacurile personale ale lui Leopold Kronecker făceau parte afirmații cum că Cantor ar fi un „șarlatan științific”, un „renegat” și un „corupător al tineretului”. Kronecker s-a opus demonstrațiilor lui Cantor că numerele algebrice sunt numărabile, și că numere  transcendente sunt nenumărabile, rezultate astăzi incluse în programele standard de matematică. Crizele recurente de depresie ale lui Cantor din 1884 până la sfârșitul vieții sale au fost puse pe seama atitudinii ostile față de el a multora dintre contemporanii săi, deși unii au explicat aceste episoade și ca probabile manifestări ale unei tulburări bipolare.

Criticile dure au fost însoțite de distincții ulterioare. În 1904, Royal Society i-a acordat Cantor Medalia Sylvester⁠(d), cea mai mare onoare pe care o poate conferi pentru activitatea în domeniul matematicii. David Hilbert l-a apărat de criticii săi, declarând:
„În fața paradisul său, pe care Cantor ni l-a dezvăluit, ne ținem respirația de mirare; știind, nu-l vom putea părăsi.”

## Viața lui Georg Cantor

### Tinerețea și studiile

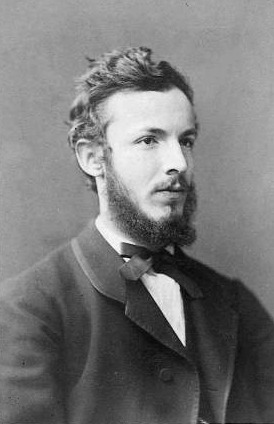
Cantor, în preajma lui 1870

Georg Cantor s-a născut în colonia negustorească vestică din Sankt Petersburg, Rusia, și a crescut în oraș până la unsprezece ani. Georg, cel mai mare din șase copii, era considerat un remarcabil violonist. Bunicul lui, Franz Böhm (1788-1846; frate cu violonistul Joseph Böhm⁠(d)), era un muzician bine-cunoscut și solist în orchestra imperială a Rusiei. Tatăl lui Cantor era membru al bursei de valori din Sankt Petersburg⁠(d); atunci când el s-a îmbolnăvit, familia s-a mutat în Germania în 1856, mai întâi la Wiesbaden, apoi la Frankfurt, căutând ierni mai blânde decât cele din Sankt Petersburg. În 1860, Cantor a absolvit cu distincție Realschule din Darmstadt; abilitățile sale excepționale în matematică, trigonometrie în special, au fost remarcate. În 1862, Cantor a intrat la Politehnica Federală Elvețiană. După ce a primit o moștenire substanțială la moartea tatălui său, în 1863, Cantor s-a mutat cu studiile la Universitatea din Berlin, participând la cursurile lui Leopold Kronecker, Karl Weierstrass și Ernst Kummer. El și-a petrecut vara anului 1866 la Universitatea din Göttingen, care era și avea să rămână un mare centru de cercetare în matematică.

### Profesor și cercetător
Cantor și-a prezentat teza de teoria numerelor la Universitatea din Berlin, în 1867. După ce a predat pentru scurt timp într-o școală de fete din Berlin, Cantor a primit un post la Universitatea din Halle, unde și-a petrecut întreaga carieră. El a primit titlul de habilitat pentru teza sa, tot pe tema teoriei numerelor, pe care a prezentat-o în 1869, la numirea sa la Halle.
În 1874, Cantor s-a căsătorit cu Vally Guttmann. Ei au avut șase copii, ultimul (Rudolph), născut în 1886. Cantor a putut să-și întrețină familia, în ciuda modestului salariu academic, datorită moștenirii de la tatăl său. În timpul lunii de miere, în munții Harz, Cantor a petrecut mult timp purtând discuții matematice cu Richard Dedekind, pe care îl cunoscuse cu doi ani mai devreme, în timp ce era în vacanță în Elveția.
Cantor a fost promovat la gradul de profesor extraordinar în 1872 și a fost făcut profesor universitar în 1879. Atingerea acestui ultim rang la vârsta de 34 de ani era o realizare notabilă, dar Cantor dorea un post la o universitate mai de prestigiu, în special la Berlin, la acea vreme cea mai de seamă universitate germană. Cu toate acestea, munca lui a întâmpinat prea multă opoziție pentru ca acest lucru să fie posibil. Kronecker, care a condus catedra de matematică de la Berlin până la moartea sa în 1891, a devenit din ce în ce mai deranjat de perspectiva de a-l avea pe Cantor drept coleg, percepându-l drept un „corupător de tineret” pentru că își preda ideile unei generații mai tinere de matematicieni. Și mai rău, Kronecker, o figură bine așezată în cadrul comunității matematice și fostul profesor al lui Cantor, era într-un dezacord fundamental cu forța operei lui Cantor. Lui Kronecker, acum văzut ca unul dintre fondatorii perspectivei constructive în matematică, îi displăcea mare parte din teoria mulțimilor a lui Cantor pentru că afirma existența unor mulțimi care satisfac anumite proprietăți, fără a da exemple concrete de mulțimi ai căror membri satisfac într-adevăr aceste proprietăți. Cantor a ajuns să creadă că atitudinea lui Kronecker va face să-i fie imposibil să plece de la Halle.
În 1881,  colegul lui Cantor de la Halle, Eduard Heine, a murit, lăsând un post vacant. Halle a acceptat propunerea lui Cantor, care a sugerat ca postul să fie oferit lui Dedekind, Heinrich Martin Weber⁠(d) și Franz Mertens⁠(d), în această ordine, dar fiecare dintre aceștia a refuzat. În cele din urmă a fost numit Friedrich Wangerin, dar el nu a fost niciodată apropiat de Cantor.
În 1882, corespondența matematică între Cantor și Richard Dedekind a încetat, se pare ca urmare a refuzului lui Dedekind de a primi postul de la Halle. Cantor a început însă o altă importantă corespondență, cu Gösta Mittag-Leffler⁠(d), din Suedia, și în curând a început să publice în revista lui Mittag-Leffler, Acta Mathematica. Dar, în 1885, Mittag-Leffler s-a preocupat de natura filosofică și de noua terminologie dintr-o lucrare prezentată de Cantor la Acta. El i-a cerut lui Cantor să-și retragă articolul propus pentru Acta în timp ce era în corectură, scriind că este „... cu aproximativ o sută de ani prea devreme.” Cantor s-a conformat, dar apoi și-a limitat relația și corespondența cu Mittag-Leffler, scriind altcuiva:
„Dacă ar fi după Mittag-Leffler, ar trebui să aștept până în anul 1984, ceea ce mie mi s-a părut o cerere prea mare! ... Dar, desigur, nu mai vreau să mai aud nimic despre Acta Mathematica.”
Cantor a suferit primul său episod cunoscut de depresie în 1884. Critica operei sale îi cădea greu: toate cele cincizeci și două de scrisori scrise către Mittag-Leffler în 1884 îl menționau pe Kronecker. Un pasaj dintr-una din aceste scrisori este revelator față de scăderea încrederii în sine a lui Cantor:
„... Nu știu când voi reveni la continuarea muncii mele științifice. Momentan, nu pot face absolut nimic cu ea, și mă limitez la îndatorirea necesară a ținerii cursurilor; cât de mult mai fericit aș fi să fiu activ științific, dacă aș avea necesara prospețime mentală.”
Această criză l-a făcut să ceară să țină cursuri de filosofie, în loc de matematică. De asemenea, el a început un intens studiu al literaturii elisabetane, crezând că ar putea exista dovezi că Francis Bacon a scris piesele de teatru atribuite lui Shakespeare (vezi teoria conspirației despre Shakespeare); aceasta a dus, în final, la redactarea a două pamflete, publicate în 1896 și 1897.
Cantor și-a revenit curând după aceea, și, ulterior, a mai avut și alte contribuții importante, inclusiv argumentul⁠(d) și teorema diagonală. Cu toate acestea, el nu a atins din nou nivelul ridicat al remarcabilelor sale articole din 1874-84. În cele din urmă, a căutat și a obținut o reconciliere cu Kronecker. Cu toate acestea, neînțelegerile și dificultățile filosofice dintre ei au persistat.
În 1890, Cantor a avut un rol esențial în fondarea German Mathematical Society⁠(d) și prezidat prima reuniune la Halle, în 1891, unde a introdus pentru prima dată lui argumentul diagonal; reputația sa era suficient de puternică, în ciuda opoziției lui Kronecker față de munca sa, pentru a face să fie ales ca primul președinte al acestei societăți. Lăsând la o parte animozitățile afișate de Kronecker față de el, Cantor l-a invitat să țină un discurs la întâlnire, dar Kronecker a fost în imposibilitatea de a face acest lucru, deoarece la acea dată soția lui era pe moarte din cauza rănilor suferite într-un accident de schi.

### În ultimii ani
După  spitalizarea din 1884, nu există nicio înregistrare că ar mai fi fost în vreun sanatoriu până în 1899. Curând după acea a doua spitalizare, fiul cel mai mic al lui Cantor, Rudolph, a murit subit (în timp ce Cantor ținea o prelegere despre opiniile sale cu privire la teoria baconiană⁠(d) și William Shakespeare), și această tragedie l-a făcut pe Cantor să-și piardă în mare măsură pasiunea pentru matematică. Cantor a fost din nou internat în 1903. Un an mai târziu, a fost indignat și agitat de o lucrare prezentată de către Gyula Kőnig⁠(d) la cel de al Treilea Congres Internațional al Matematicienilor⁠(d). Lucrarea încerca să demonstreze că principiile de bază ale teoriei mulțimilor  transfinite sunt false. Deoarece articolul a fost citit în fața fiicelor și colegilor săi, Cantor s-a considerat umilit în public. Deși Ernst Zermelo a demonstrat mai puțin de o zi mai târziu că demonstrația lui König era greșită, Cantor a rămas agitat, și pentru o clipă s-a îndoit de Dumnezeu. Cantor a suferit de depresie cronică tot restul vieții sale, motiv pentru care a fost scutit de predare în mai multe rânduri și internat în mod repetat în diverse sanatorii. Evenimentele din 1904 au precedat o serie de spitalizări, la intervale de doi sau trei ani. Totuși, nu a abandonat complet matematica, ținând prelegeri despre paradoxurile teoriei mulțimilor (paradoxul Burali-Forti⁠(d), paradoxul lui Cantor⁠(d) și paradoxul lui Russell) la o ședință a Deutsche Mathematiker–Vereinigung în 1903, și a participat la Congresul Internațional al Matematicienilor de la Heidelberg în 1904.
În 1911, Cantor a fost unul dintre distinșii savanți străini invitați să participe la cea de-a 500-a aniversare a fondării Universității St. Andrews din Scoția. Cantor a participat, în speranța de a-l întâlni pe Bertrand Russell, ale cărui Principia Mathematica  recent publicate citau în mod repetat opera lui Cantor, dar aceasta nu s-a întâmplat. În anul următor, St. Andrews i-a acordat lui Cantor un doctorat onorific, dar boala l-a împiedicat să primească titlul în persoană.
Cantor s-a pensionat în 1913, trăind în sărăcie și suferind de malnutriție în timpul Primului Război Mondial. Sărbătorirea publică a 70 ani de la naștere a fost anulată din cauza războiului. A murit pe 6 ianuarie 1918, în sanatoriul unde și-a petrecut ultimul an al vieții.

## Activitatea matematică
Munca lui Cantor între 1874 și 1884 stă la originea teoriei mulțimilor. Înainte de aceasta, conceptul de mulțime era unul destul de elementar, care a fost folosit implicit de la începutul matematicii, încă de la ideile lui Aristotel. Nimeni nu-și dădea seama că teoria lor poate avea vreun conținut netrivial. Înainte de Cantor, erau numai mulțimi finite (care erau ușor de înțeles) și „infinite” (considerate un subiect pentru discuții filosofice, mai degrabă matematice). Dovedind că există (infinit) mai multe posibile dimensiuni pentru mulțimile infinite, Cantor a stabilit că teoria nu este banală, și că trebuie studiată. Teoria mulțimilor a ajuns să joace rolul unui teorii fundamentale în matematica modernă, în sensul că interpretează propozițiile despre obiecte matematice (de exemplu, numere și funcții) din toate subdomeniile tradiționale ale matematicii (cum ar fi algebra, analiza și topologia) într-o singură teorie, și oferă un set standard de axiome care să le demonstreze. Conceptele de bază ale teoriei sunt acum folosite în toată matematica.
Într-una din primele sale lucrări, Cantor a demonstrat că mulțimea numerelor reale este „mai numeroasă” decât mulțimea numerelor naturale; aceasta a dovedit, pentru prima dată, că există mulțimi infinite de mărimi⁠(d) diferite. El a fost și primul care a apreciat importanța corespondențelor unu-la-unu (în continuare denumite „corespondențe 1-la-1”) în teoria mulțimilor. El a folosit acest concept pentru a defini mulțimi finite și infinite, împărțindu-le pe acestea din urmă în mulțimi numărabile (sau infinit numărabile) și nenumărabile.
Cantor a dezvoltat concepte importante în topologie și relația lor cu conceptul de cardinalitate⁠(d). De exemplu, el a arătat că mulțimea Cantor este nicăieri densă⁠(d), dar are aceeași cardinalitate ca mulțimea tuturor numerelor reale, întrucât mulțimea numerelor raționale este peste tot densă, dar numărabilă. De asemenea, el a arătat că toate ordonările liniare numărabile și dense fără puncte finale sunt izomorfe de ordine cu numerele raționale.
Cantor a introdus construcții fundamentale în teoria mulțimilor, cum ar fi mulțimea părților⁠(d) unei mulțimi A, care este mulțimea tuturor submulțimilor posibile ale lui A. Mai târziu, el a demonstrat că mărimea mulțimii părților lui A este strict mai mare decât a lui A, chiar și atunci când A este o mulțime infinită; acest rezultat a devenit în curând cunoscut sub numele de teorema lui Cantor. Cantor a dezvoltat o întreagă teorie și o aritmetică a mulțimilor infinite⁠(d), numită cardinali și ordinali, care a extins aritmetica numerelor naturale. Notația lui pentru numerele cardinale a fost litera ebraică {\displaystyle } (aleph) cu un indice număr natural; pentru ordinali, a folosit litera grecească ω (omega). Această notație este încă în uz astăzi.
Ipoteza continuumului⁠(d), introdusă de Cantor, a fost prezentată de către David Hilbert ca prima dintre cele douăzeci și trei de probleme deschise⁠(d) în discursul său de la Congresul Internațional al Matematicienilor⁠(d) de la Paris din 1900. Activitatea lui Cantor a atras și observații favorabile dincolo de cunoscutul encomion al lui Hilbert. Filosoful american Charles Sanders Peirce a lăudat  teoria mulțimilor a lui Cantor, și, după conferințe publice susținute de către Cantor la primul Congres Internațional al Matematicienilor, care a avut loc la Zürich, în 1897, Hurwitz⁠(d) și Hadamard și-au exprimat și ei admirația. La acel Congres, Cantor și-a reînnoit prietenia și corespondența cu Dedekind. Din 1905, Cantor a corespondat cu său admiratorul și traducătorul său britanic Philip Jourdain⁠(d) despre istoria teoriei mulțimilor și despre ideile religioase ale lui Cantor. Această corespodență a fost publicată ulterior, ca și mai multe expuneri ale lui.

### Teoria numerelor, serii trigonometrice și ordinali
Primele zece articole ale lui Cantor au fost pe tema teoriei numerelor, subiectul tezei sale de doctorat. La sugestia lui Eduard Heine, profesor la Halle, Cantor a apelat la analiză. Heine i-a propus lui Cantor să rezolve o problemă deschisă⁠(d), care îi eluda pe Peter Gustav Lejeune Dirichlet, Rudolf Lipschitz, Bernhard Riemann, și pe Heine însuși: unicitatea reprezentării unei funcții prin serii trigonometrice⁠(d). Cantor a rezolvat această problemă dificilă în 1869. În timp ce lucra la această problemă, el a descoperit ordinalii transfiniți, care apăreau ca indici n în a n-a mulțime derivată⁠(d) Sn a unei mulțimi S de zerouri ale unei serii trigonometrice. Având o serie trigonometrică f(x) cu S ca mulțime de zerouri, Cantor descoperise un procedeu care producea o altă serie trigonometrică care o avea pe S1 ca mulțime de zerouri, unde S1 este o mulțime de puncte de acumulare ale lui S. Dacă Sk+1 este o mulțime de puncte limită ale lui Sk, atunci el putea construi o serie trigonometrică ale cărei zerouri sunt Sk+1. Deoarece mulțimile Sk erau închise, acestea își conțineau punctele de acumulare, și intersecția șirului infinit descrescător de mulțimi S, S1, S2, S3,... formează o mulțime de acumulare, ceea ce am numi acum Sω, și apoi a observat că Sω ar trebui să aibă și ea o mulțime de puncte de acumulare Sω+1, și așa mai departe. El avea exemple care continuau la nesfârșit, și astfel a găsit un șir natural infinit de numere infinite ω, ω + 1, ω + 2, ...
Între 1870 și 1872, Cantor a publicat mai multe lucrări despre seriile trigonometrice, și un articol în care definea numerele iraționale ca șiruri convergente⁠(d) de numere raționale. Dedekind, cu care Cantor s-a împrietenit în 1872, a citat acest articol mai târziu în acel an, în articolul în care a lansat celebra sa definiție a numerelor reale prin construcția Dedekind. Extinzând noțiunea de număr prin intermediul conceptului  său revoluționar de cardinalitate infinită, Cantor se opunea, paradoxal, teoriilor infinitezimalilor ale contemporanilor săi, Otto Stolz și Paul du Bois-Reymond, descriindu-le ca fiind „o urâciune” și „bacilul holerei în matematică”. Cantor a publicat și o „demonstrație” eronată a inconsistenței infinitezimalilor.

### Teoria mulțimilor

O ilustrare a argumentului diagonal al lui Cantor despre existența mulțimilor nenumărabile. Șirul de pe rândul de jos nu poate apărea nicăieri în lista infinită de șiruri de mai sus.

Începutul teoriei mulțimilor ca ramură a matematicii este marcat adesea prin publicarea articolului lui Cantor din 1874, „Uber eine Eigenschaft des Inbegriffes aller reellen algebraischen Zahlen” („Despre o proprietate a colecției tuturor numerelor reale algebrice”). Această lucrare a fost prima care oferă o demonstrație riguroasă că există mai multe feluri de infinit. Anterior, toate mulțimile infinite erau implicit considerate a fi echinumeroase⁠(d) (adică de „aceeași dimensiune” sau având același număr de elemente). Cantor a demonstrat că colecția tuturor numerelor reale și colecția numerelor întregi pozitive nu sunt echinumeroase. Cu alte cuvinte, numerele reale nu sunt numărabile. Demonstrația lui diferă de argumentul diagonal pe care îl dăduse în 1891. Articolul lui Cantor conține, de asemenea, o nouă metodă de construire a numerelor transcendente. Acestea fuseseră construite pentru prima oară de Joseph Liouville în 1844.
Cantor a stabilit aceste rezultate cu ajutorul a două construcții. Prima construcție arată cum se scriu numerele algebrice reale ca șir a1, a2, a3, .... Cu alte cuvinte, numerele algebrice reale sunt numărabile. Cantor începe a doua sa construcție cu orice șir de numere reale. Folosind acest șir, el construiește intervale imbricate⁠(d) a căror intersecție conține un număr real care nu aparține șirului. Deoarece orice șir de numere reale poate fi folosit pentru a construi un număr real care nu face parte din șir, numerele reale nu pot fi scrise ca secvență – și deci, numerele reale nu sunt numărabile. Prin aplicarea construcției lui asupra șirului de numere algebrice  reale, Cantor produce un număr transcendent. Cantor subliniază că construcțiile lui demonstrează mai mult decât atât – și anume, ele oferă o nouă demonstrație a teoremei lui Liouville: Orice interval conține o infinitate de numere transcedente. Următorul articol al lui Cantor conține o construcție care demonstrează că mulțimea numerelor transcedente are aceeași „putere” (vezi mai jos) ca mulțimea numerelor reale.

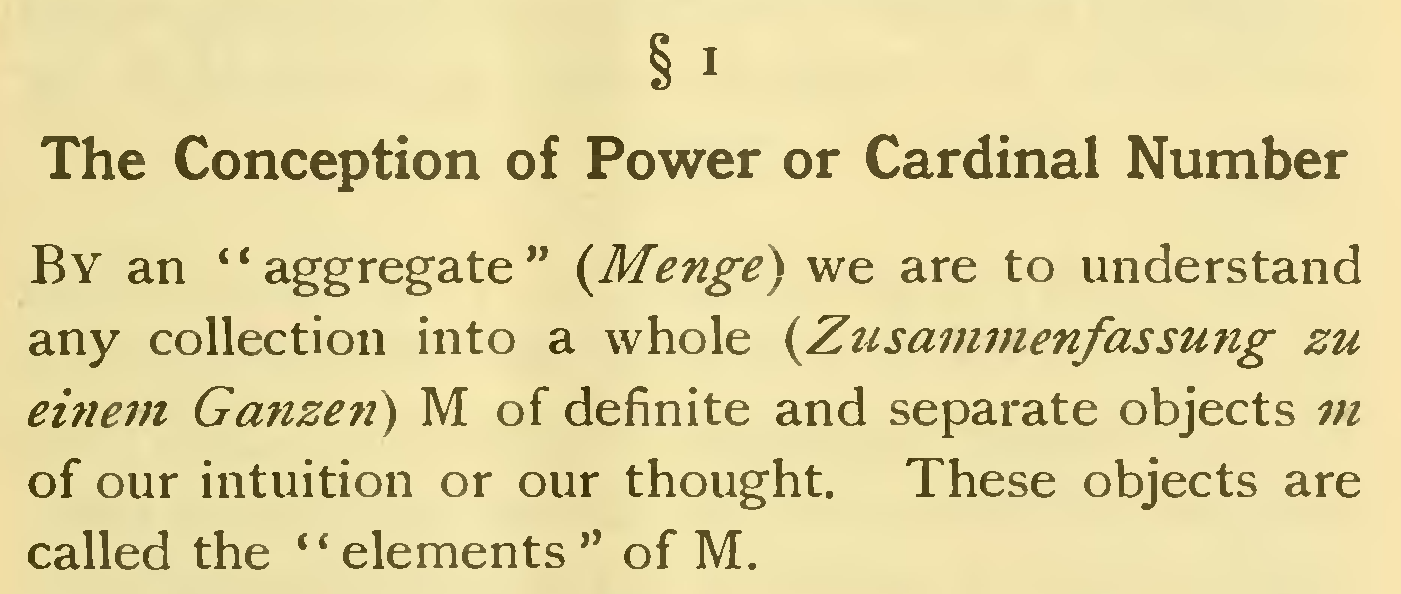
Traducere în engleză a articolului lui Georg Cantor cu definiția mulțimilor

Între 1879 și 1884, Cantor a publicat o serie de șase articole în Mathematische Annalen⁠(d) care împreună formează o introducere în teoria mulțimilor. În același timp, începea să crească opoziția față de ideile lui Cantor, în frunte cu Kronecker, care recunoștea concepte matematice numai dacă acestea pot fi construite într-un număr finit⁠(d) de pași pornind de la numerele naturale, pe care el le lua drept concept intuitiv dat. Pentru Kronecker, ierarhia de infinituri a lui Cantor era ceva inadmisibil, deoarece acceptarea conceptului de infinit actual⁠(d) va deschide ușa unor paradoxuri care ar contesta valabilitatea matematicii în ansamblul ei. Tot în această perioadă, Cantor a introdus și mulțimea Cantor.
A cincea lucrare din această serie, „Grundlagen einer allgemeinen Mannigfaltigkeitslehre” ("Fundamente de Teoria Generală a Agregatelor"), publicată în 1883, a fost cea mai importantă din cele șase și a fost publicată și separat ca monografie. Ea conținea răspunsul lui Cantor dat criticilor săi și a arătat cum numerele transfinite erau o extensie sistematică a numerelor naturale. Ea începe prin definirea mulțimilor ordonate. Sunt introduse apoi numerele ordinale ca tipuri de ordine ale mulțimilor bine ordonate. Cantor definește apoi adunarea și de înmulțirea numerelor cardinale și ordinale. În 1885, Cantor a extins teoria tipurilor de ordine, astfel încât numerele ordinale pur și simplu au devenit un caz particular de tipuri de ordine.
În 1891, a publicat o lucrare care conținea elegantul „argument diagonal” pentru existența unei mulțimi nenumărabile. El a aplicat aceeași idee pentru a demonstra teorema lui Cantor: cardinalitatea⁠(d) mulțimii părților unei mulțimi A este strict mai mare decât cardinalitatea lui A. Aceasta a stabilit bogăția ierarhiei mulțimilor infinite, și a aritmeticii cardinalilor și ordinalilor⁠(d) definiți de Cantor. Argumentul său este fundamentală pentru soluția problemei opririi⁠(d) și pentru demonstrația primei teoreme de incompletitudine a lui Gödel⁠(d). Cantor a scris despre conjectura Goldbach în 1894.
În 1895 și 1897, Cantor a publicat un articol în două părți în Mathematische Annalen⁠(d) sub redacția lui Felix Klein; acestea au fost ultimele sale lucrări semnificative despre teoria mulțimilor. Prima lucrare începe prin definirea mulțimii, submulțimii etc., în moduri care ar fi în mare parte acceptate astăzi. Aritmeticile cardinalilor și ordinalilor sunt revizuite. Cantor dorea ca al doilea articol să includă o demonstrație a ipotezei continuumului, dar a trebuit să se mulțumească să-și enunțe teoria mulțimilor bine ordonate și a numerelor ordinale. Cantor încearcă să demonstreze că, dacă A și B sunt mulțimi cu A echivalentă⁠(d) cu o submulțime a lui B și B echivalentă cu o submulțime a lui A, apoi A și B sunt echivalente. Ernst Schröder⁠(d) enunțase această teoremă puțin mai devreme, dar demonstrația lui, ca și a lui Cantor, era eronată. Felix Bernstein⁠(d) avea să furnizeze o soluție corectă în teza sa de doctorat din 1898; de unde numele de teorema Cantor–Bernstein–Schröder⁠(d).

#### Corespondențele unu-la-unu

O funcție bijectivă

Articolul lui Cantor din Crelle⁠(d) din 1874 a fost primul care invoca noțiunea de corespondență biunivocă, „1-la-1”, deși el nu a folosit aceste expresii. Apoi, el a început să caute o corespondență biunivocă între punctele pătratului unitate și punctele unui segment unitate de dreaptă. În scrisoarea din 1877 adresată lui Richard Dedekind, Cantor a demonstrat un rezultat mult mai puternic⁠(d): pentru orice număr întreg pozitiv n, există o corespondență biunivocă între punctele de pe segmentul unitate de dreaptă și toate punctele dintr-un spațiu n-dimensional. Despre această descoperire, Cantor i-a scris lui Dedekind: „Je le vois, mais je ne le crois pas!” („Văd, dar nu-mi vine să cred!”) Rezultatul pe care îl considera atât de uimitor are implicații pentru geometrie și pentru noțiunea de dimensiune.
În 1878, Cantor a prezentat un nou articol revistei Crelle, în care a definit clar conceptul de corespondență biunivocă și a introdus noțiunea de „putere⁠(d)” (un termen pe care l-a preluat de la Jakob Steiner) sau „echivalență” de mulțimi: două mulțimi sunt echivalente (au aceeași putere) dacă există o corespondență biunivocă între ele. Cantor definea mulțimile numărabile ca mulțimi care pot fi puse într-o corespondență biunivocă cu mulțimea numerelor naturale, și a demonstrat că numerele raționale sunt numărabile. De asemenea, el a demonstrat că spațiul Euclidian n-dimensional Rn are aceeași putere ca mulțimea numerelor reale R, fiind un produs cartezian infinit numărabil de copii ale lui R. Deși a utilizat liber numărabilitate drept concept, el nu a scris nicăieri cuvântul „numărabil” până în 1883. Cantor a discutat și gândirea lui despre dimensiune, subliniind că aplicația sa definită pe intervalul unitate cu valori în pătratul unitate nu este continuă.
Această lucrare l-a nemulțumit pe Kronecker, și Cantor a vrut să o retragă; cu toate acestea, Dedekind l-a convins să nu facă acest lucru și Weierstrass i-a acceptat-o la publicare. Cu toate acestea, Cantor nu a mai propus nimic la Crelle după aceea.

#### Ipoteza continuumului
Cantor a fost primul care a formulat ceea ce mai târziu a ajuns să fie cunoscut sub numele de ipoteza continuumului⁠(d): nu există nicio mulțime a cărei putere este mai mare decât cea a numerelor naturale și mai mică decât cea a numerelor reale (sau, echivalent, cardinalitatea mulțimii numerelor reale este exact aleph-1, și nu doar cel puțin aleph-1). Cantor credea că ipoteza continuumului este adevărată și a încercat mulți ani să o demonstreze, în zadar. Incapacitatea lui de a demonstra ipoteza continuumului i-a provocat o considerabilă anxietate.
Dificultatea pe care o avea Cantor în a demonstra ipoteza  continuumului a fost subliniată de evoluțiile ulterioare în domeniul matematicii: un rezultat din 1940 al lui Gödel și unul din 1963 al lui Paul Cohen⁠(d) împreună implică faptul că ipoteza continuumului nu poate fi nici demonstrată, nici infirmată folosind teoria standard a mulțimilor Zermelo–Fraenkel plus axioma alegerii (combinație denumită „ZFC”).

#### Infinitul absolut, teorema bunei ordonări, și paradoxurile
În 1883, Cantor a împărțit infinitul în transfinit și absolut⁠(d). Transfinitul poate crește în magnitudine, în timp ce absolutul nu poate fi crescut. De exemplu, un ordinal α este transfinit, deoarece aceasta poate fi crescut la α + 1. Pe de altă parte, ordinalii formează un șir absolut infinit, care nu poate fi crescut în magnitudine pentru că nu există ordinale mai mari care să se poată adăuga la acesta. În 1883, Cantor a introdus și principiul de bună ordonare „orice mulțime poate fi bine ordonată” și l-a enunțat ca „lege a gândirii”.
Cantor și-a extins activitatea asupra infinitului absolut, utilizându-l într-o demonstrație. În anul 1895, el a început să considere că principiul bunei ordonări este o teoremă și a încercat să-l demonstreze. În 1899, el i-a trimis lui Dedekind o demonstrație a teoremei aleph echivalent: cardinalitatea oricărei mulțimi infinite este un aleph. Mai întâi, el a definit două tipuri de multiplicități: multiplicități consistente (mulțimi) și multiplicități inconsistente (multiplicități absolut infinite). Apoi a presupus că ordinalii formează o mulțime, a demonstrat că acest lucru duce la o contradicție, și a concluzionat că ordinalii formează multiplicitate inconsistentă. El a folosit această multiplicitate inconsistentă pentru a dovedi teorema aleph. În 1932, Zermelo a criticat construcția din demonstrația lui Cantor.
Cantor a evitat paradoxurile recunoscând că există două tipuri de multiplicități. În teoria mulțimilor, când se presupune că ordinalii formează o mulțime, contradicția care rezultă presupune doar că ordinalii formează multiplicitate inconsistentă. Pe de altă parte, Bertrand Russell trata toate colecțiile ca mulțimi, ceea ce a condus la paradoxuri. În teoria mulțimilor a lui Russell, ordinalii formeau o mulțime, deci contradicție presupune că teoria este inconsistentă⁠(d). Între anii 1901 și 1903, Russell a descoperit trei paradoxuri care înseamnă că teoria este inconsistentă: paradoxul Burali-Forti⁠(d) (care tocmai a fost menționat), paradoxul lui Cantor⁠(d), și paradoxul lui Russell. Russell a numit paradoxurile după Cesare Burali-Forti și Cantor, deși niciunul din ei nu considerau că au găsit paradoxuri.
În 1908, Zermelo și-a publicat sistemul de axiome pentru teoria mulțimilor⁠(d). El a avut două motivații pentru dezvoltarea sistemului de axiome: eliminarea paradoxurilor și asigurarea unei demonstrației a teoremei de bună ordonare. Zermelo a demonstrat această teoremă în 1904, folosind axioma alegerii, dar demonstrația lui a fost criticată pentru o varietate de motive. Răspunsul lui la critici a inclus sistemul de axiome și o nouă demonstrație a teoremei de bună ordonare. Axiomele lui au sprijinit această nouă demonstrație, și au eliminat paradoxurile prin limitarea formării de mulțimi.
În 1923, John von Neumann a dezvoltat un sistem de axiome care elimină paradoxurile folosind o abordare similară cu a lui Cantor—și anume, prin identificarea colecțiilor care nu sunt mulțimi și tratarea lor în mod diferit. Von Neumann a afirmat că o clasă este prea mare pentru a fi o mulțime, dacă poate fi pusă în corespondență unu-la-unu cu clasa tuturor mulțimilor. El a definit mulțimea ca o clasă care este membră a altei clase și a enunțat axioma: O clasă nu este o mulțime, dacă și numai dacă există o corespondență biunivocă între aceasta și clasa tuturor mulțimilor. Această axiomă implică faptul că aceste mari clase nu sunt mulțimi, ceea ce elimină paradoxurile, deoarece acestea nu pot fi membre ale oricărei clase. Von Neumann a folosit axioma și pentru a demonstra teorema de bună ordonare: Ca și Cantor, el a presupus că ordinalii formează o mulțime. Contradicția care rezultă implică faptul că o clasă a tuturor ordinalilor nu este mulțime. Apoi axioma lui oferă o corespondență  unu-la-unu între această clasă și clasa tuturor mulțimilor. Această corespondență ordonează bine clasa tuturor mulțimilor, de unde rezultă adevărul teoremei bunei ordonări. În 1930, Zermelo a definit modele de teoria mulțimilor care satisfac axioma von Neumann⁠(d).

## Filosofie, religie și matematica lui Cantor
Conceptul de existență a unui infinit actual a fost o importantă preocupare comună în domeniile matematicii, filosofiei și religiei. Păstrarea ortodoxiei unei relații între Dumnezeu și matematică, deși nu în aceeași formă ca și cea susținută de către criticii săi, a fost mult timp o preocupare a lui Cantor. El a abordat direct această intersecție între aceste discipline în introducerea Grundlagen einer allgemeinen Mannigfaltigkeitslehre, în care a subliniat legătura dintre opinia sa despre infinit și cea filosofică. Pentru Cantor, perspectivele matematice erau legate în mod intrinsec de implicațiile lor filosofice și teologice – el identifica Infinitul Absolut⁠(d) cu Dumnezeu, și considera că lucrarea lui despre numerele transfinite i-a fost direct comunicată lui de către Dumnezeu, care l-a ales pe Cantor să le dezvăluie lumii.
Dezbaterea dintre matematicieni a rezultat din punctele de vedere opuse din filosofia matematicii în ceea ce privește natura infinitului actual. Unii susțineau punctul de vedere că infinitul este o abstracție care nu este legitimă matematic, și a negat existența acestuia. Matematicienii din trei mari școli de gândire (constructivismul și cele două ramificații, intuiționismul⁠(d) și finitismul⁠(d)) s-au opus teoriilor lui Cantor în această privință. Pentru constructiviști, cum ar fi Kronecker, această respingere a infinitului actual provine de la dezacordul fundamental cu ideea că demonstrațiile neconstructive⁠(d), cum ar fi argumentul diagonal al lui Cantor sunt o dovadă suficientă că ceva există, afirmând, în schimb, că este nevoie de demonstrații constructive⁠(d). Intuiționismul respingea și el ideea că infinitul actual ar fi expresia vreunui fel de realitate, dar ajungea la hotărârea aceasta pe o altă rută decât constructivismul. În primul rând, argumentul lui Cantor se bazează pe logică pentru a dovedi existența numerelor transfinite ca entitate matematică reală, întrucât intuiționiștii consideră că entitățile matematice nu pot fi reduse la propoziții logice, avându-și în schimb originea în intuiții ale minții. În al doilea rând, noțiunea de infinit ca expresie a realității în sine este nepermisă în intuiționism, deoarece mintea umană nu poate construi intuitiv o mulțime infinită. Matematicieni cum ar fi Brouwer și mai ales Poincaré au adoptat o atitudine intuiționistă împotriva operei lui Cantor. Invocând paradoxurile teoriei mulțimilor ca exemplu al naturii sale fundamental greșite, Poincaré a afirmat că „cele mai multe dintre ideile de teoriei cantoriene a mulțimilor ar trebui să fie alungate din matematică o dată și pentru totdeauna.” În cele din urmă, atacurile lui Wittgenstein erau finitiste: el credea că argumentul diagonal al lui Cantor contopește intensiunea⁠(d) unei mulțimi de numere cardinale sau de numere reale cu extensiunea⁠(d) sa, contopind astfel conceptul de reguli de generare a unei mulțimi cu mulțimea efectivă.

Unii teologi creștini au considerat opera lui Cantor o provocare pentru unicitatea infinitului absolut din natura lui Dumnezeu. În special, gânditorii neotomiști considerau că existența unui infinit care constă din altceva decât din Dumnezeu pune în pericol „dreptul exclusiv al lui Dumnezeu la infinitul suprem”. Cantor credea cu tărie că acest punct de vedere este o interpretare greșită a infinitului, și era convins că teoria mulțimilor ar putea ajuta la a corecta această greșeală:
„... speciile transfinite sunt la fel de mult la dispoziția intențiilor Creatorului și nemărginirii sale absolute ca și numerele finite.”
Cantor credea și că teoria numerelor transfinite elaborată de el contravenea atât materialismului cât și determinismului – și a fost șocat când și-a dat seama că el a fost singurul profesor de la Halle care nu avea convingeri filozofice deterministe.
În 1888, Cantor și-a publicat corespondența cu mai mulți filosofi despre implicațiile filosofice ale teoriei mulțimilor. Într-o amplă încercare de a convinge alți gânditori și autorități creștine să-i adopte punctul de vedere, Cantor a corespondat cu filosofi creștini, cum ar fi Tilman Pesch⁠(d) și Joseph Hontheim⁠(d), precum și cu teologi, cum ar fi Cardinalul Johannes Franzelin⁠(d), care o dată a răspuns egalând teoria numerelor transfinite cu panteismul. Cantor a trimis chiar o scrisoare direct la Papa Leon al XIII-lea însuși, și i-a adresat mai multe pamflete.
Filosofia lui Cantor cu privire la natura numerelor l-a determinat să afirme credința în libertatea matematicii de a enunța și demonstra concepte în afara domeniului fenomenelor fizice, ca expresii ale unei realități interne. Singurele restricții asupra acestui sistem metafizic sunt că toate conceptele matematice trebuie să fie lipsite de contradicții interne, și că ele rezultă din definiții, axiome și teoreme existente. Această credință este sintetizată în afirmația sa că „esența matematicii este libertatea”. Aceste idei erau paralele cu cele ale lui Edmund Husserl, cu care Cantor s-a întâlnit la Halle.
Între timp, Cantor însuși s-a opus cu înverșunare infinitezimalilor, descriindu-i ca fiind atât o „urâciune” cât și „bacilul holerei din matematică”. 
Articolul din 1883 al lui Cantor arată că el era conștient de opoziția cu care se confruntau ideile sale:
„... Realizez că în această întreprindere mă pun într-o anumită opoziție cu perspectivele larg adoptate privind infinitul matematic și cu opiniile frecvent apărate despre natura numerelor.”
Prin urmare, el a dedicat mult spațiu justificării muncii sale anterioare, afirmând că conceptele matematice pot fi liber introduse atâta timp cât ele nu au contradicții⁠(d) și sunt definite în termeni de concepte anterior acceptate. El îi cita și pe Aristotel, Descartes, Berkeley, Leibniz, și Bolzano despre infinit.

## Originile lui Cantor

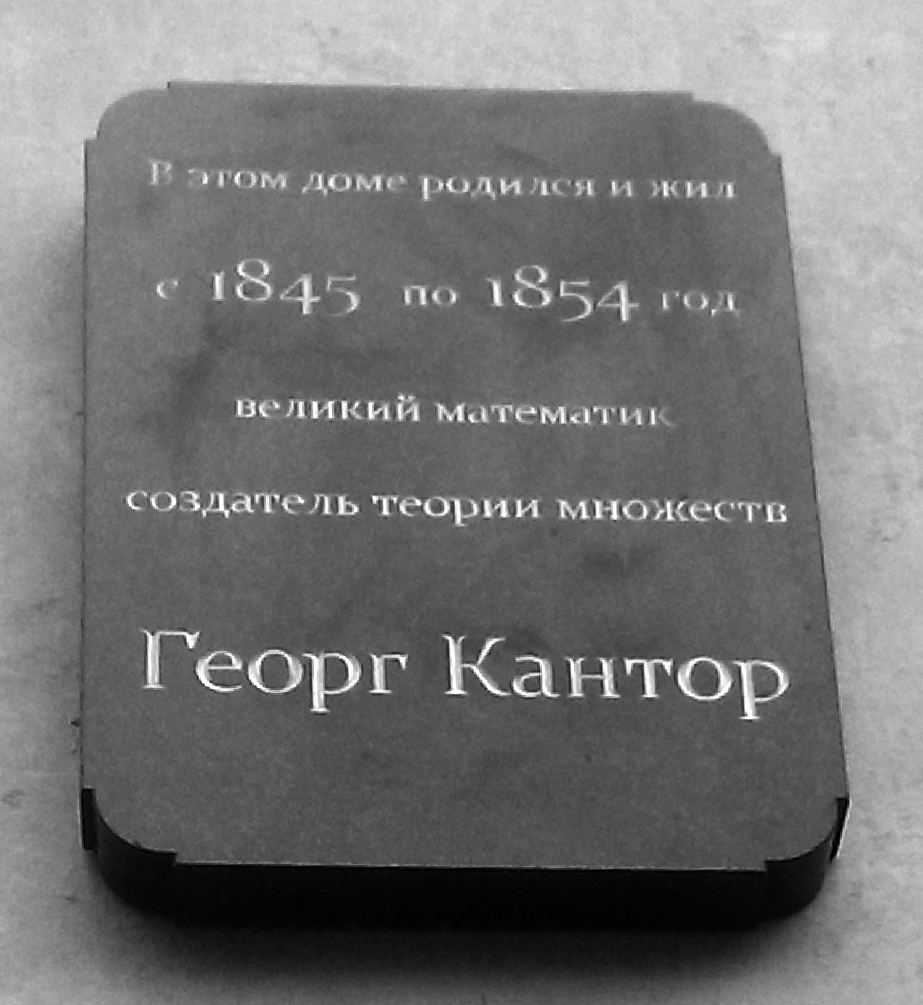
Placă memorială (în limba rusă): „În această clădire s-a născut și a trăit din 1845 până în 1854 marele matematician și creator al teoriei mulțimilor Georg Cantor”,, Sankt-Petersburg.

Bunicii lui Cantor din partea tatălui erau din Copenhaga și au fugit în Rusia în urma agitației produse de Războaiele Napoleoniene. Există foarte puține informații directe cu privire la bunicii lui.
Cantor a fost uneori numit evreu în timpul vieții sale, dar și rus, german și danez.

Bunicul Jakob Cantor, a dat copiilor lui nume de sfinți creștini. Mai mult, câteva rude ale bunicii lui erau în slujba serviciului public țarist, care nu primea evrei, dacă nu se converteau la creștinism. Tatăl lui Cantor, Georg Waldemar Cantor, a fost educat la misiunea luterană din Sankt Petersburg, și corespondența sa cu fiul lui arată că ambii erau luterani devotați. Se știe foarte puțin cu siguranță despre originea și educația lui George Woldemar. Mama lui, Maria Anna Böhm, era o austro-maghiară născută în Sankt Petersburg și botezată romano-catolică; ea s-a convertit la protestantism la căsătorie. Cu toate acestea, există o scrisoare de la fratele lui Cantor, Louis, către mama lor, în care se afirmă:
„Mögen wir zehnmal von Juden abstammen und ich im Princip noch so sehr für Gleichberechtigung der Hebräer sein, im socialen Leben sind mir Christen lieber ...”
(„Chiar dacă ne-am fi tras de zece ori din evrei, și chiar dacă eu aș putea fi, în principiu, complet în favoarea egalității în drepturi pentru evrei, în viața socială prefer creștinii...”), care poate fi interpretată ca prezumând că ea ar fi de origine evreiască.

Au fost afirmații documentate, în anii 1930, care au pus această origine evreiască în discuție:
„Mai adesea [adică, decât originea mamei sale] s-a discutat chestiunea dacă Georg Cantor este de origine evreiască. Despre aceasta s-a raportat o notă a institutului genealogic danez din Copenhaga din anul 1937 în ce-l privește pe tatăl lui: „se atestă prin prezenta că Georg Woldemar Cantor, născut în 1809 ori 1814, nu este prezent în registrele comunității evreiești, și că, fără vreo urmă de îndoială, nu era evreu ...””
În același document se afirma și că:
„Eforturile de multă vreme ale bibliotecarului Josef Fischer, unul dintre cei mai buni experți în genealogie evreiască din Danemarca, însărcinat cu identificarea profesorilor evrei [de a arăta] că Georg Cantor este de origine evreiască, s-au terminat fără rezultat. În operele publicate ale lui Cantor, precum și în Nachlassul său nu sunt afirmații care să facă legătura cu o orgine evreiască a vreunui strămoș de al său. Este, desigur, în Nachlass o copie a scrisorii fratelui său Ludwig din 18 noiembrie 1869 adresată mamei sale cu unele neplăcute afirmații antisemite, în care, printre altele, se spune: ...”
 (citatul este completat de primul citat de mai sus). În Men of Mathematics, Eric Temple Bell îl descria pe Cantor ca fiind „de pură origine evreiască din ambele părți”, deși ambii săi părinți erau botezați. În articolul din 1971 intitulat „Către o biografie a lui Georg Cantor”, istoricul britanic al matematicii Ivor Grattan-Guinness menționează (Annals of Science⁠(d) 27, pp. 345-391, 1971) că era în imposibilitatea de a găsi dovezi ale originii evreiești. (De asemenea, el afirmă că soția lui Cantor, Vally Guttmann ar fi fost evreică).
Într-o scrisoare scrisă de Georg Cantor lui Paul Tannery în 1896 (Paul Tannery, Memoires Scientifique 13 Correspondence, Gauthier-Villars, Paris, 1934, p. 306), Cantor afirmă că bunicii paterni au fost membri ai comunității evreiești sefarde din Copenhaga. În special, Cantor afirmă în descrierea tatălui său: „Er ist aber în Kopenhagen geboren, von israelitischen Eltern, die der dortigen portugisischen Judengemeinde...” („El s-a născut în Copenhaga din părinți israeliți din communitatea evreiască portugheză.”)
În plus, unchiul lui Cantor din partea mamei, violonistul maghiar Joseph Böhm⁠(d), a fost descris ca fiind evreu, ceea ce ar implica faptul că mama lui  Cantor se trăgea, cel puțin parțial, din comunitatea evreiască  maghiară.

Într-o scrisoare adresată lui Bertrand Russell, Cantor își descria strămoșii și percepția popriei identități, după cum urmează:
„Nici tatăl, nici mama mea, nu erau de sânge german, primul fiind danez, născut în Copenhaga, mama mea fiind de origine austro-ungară. Trebuie să știți, Sir, că nu sunt un german drept obișnuit, căci sunt născut la 3 martie 1845 la Sankt Petersburg, capitala Rusiei, dar am plecat cu tatăl și mama și frații și sora mea la unsprezece ani în anul 1856, în Germania.”

## Istoriografia
Până în anii 1970, principalele publicații academice despre Cantor au fost două monografii scurte scrise de Schönflies⁠(d) (1927) – în mare măsură corespondența cu Mittag-Leffler – și Fraenkel (1930). Ambele erau la a doua și a treia mână, și nu aveau prea multe informații despre viața sa personală. Golul acesta a fost în mare parte umplut de Eric Temple Bell care a scris Men of Mathematics⁠(d) (1937), pe care unul dintre biografii moderni ai lui Cantor o descrie ca fiind „poate cea mai citită carte modernă de istoria matematicii”; și „una dintre cele mai proaste”. Bell prezintă relația lui  Cantor cu tatăl său ca oedipiană, diferendele între Cantor și Kronecker ca o gâlceavă între doi evrei, și nebunia lui Cantor ca pe o disperare romantică la eșecul său de a câștiga acceptare pentru matematică, și umple imaginea cu stereotipuri. Grattan-Guinness (1971) au constatat că niciuna dintre aceste afirmații nu erau adevărate, dar ele pot fi găsite în multe cărți din perioada care a urmat, din cauza lipsei oricărei alte narațiuni. Există și alte legende, independente de Bell – inclusiv una care afirmă că tatăl lui Cantor a fost un copil găsit, adus la Sankt Petersburg de către părinți necunoscuți. O critică a cărții lui Bell este conținută în biografia lui Joseph Dauben⁠(d). Dauben scria:
Cantor a dedicat unele dintre cele mai vituperante corespondențe, precum și o parte din Beiträge, atacării a ceea ce el descria la un moment dat drept „bacilul holerei infinitezimale a matematicii, care s-a răspândit din Germania, prin opera lui Thomae⁠(d), du Bois Reymond și Stolz, și a infectat matematica italiană... Orice acceptare a infinitezimalilor înseamnă neapărat că propria sa teorie a numerelor este incompletă. Astfel, a accepta opera lui de Thomae, du Bois-Reymond, Stolz și Veronese⁠(d) înseamnă a nega perfecțiunea propriei creații a lui Cantor. Lesne de înțeles, Cantor a lansat o campanie temeinică de discreditare a operei lui Veronese în orice mod posibil.